# Halowe Mistrzostwa Europy w Lekkoatletyce 1987 – pchnięcie kulą mężczyzn
Pchnięcie kulą mężczyzn – jedna z konkurencji technicznych rozgrywanych podczas halowych lekkoatletycznych mistrzostw Europy w  hali Stade couvert régional w Liévin. Rozegrano od razu finał 12 lutego 1987. Zwyciężył reprezentant Niemieckiej Republiki Demokratycznej Ulf Timmermann. Tytułu zdobytego na poprzednich mistrzostwach nie obronił Werner Günthör ze Szwajcarii, który tym razem zdobył srebrny medal.

## Rezultaty

### Finał
Wystąpiło 9 miotaczy.

Opracowano na podstawie materiału źródłowego.
| Miejsce | Zawodnik          | Wynik | Uwagi |
| ------- | ----------------- | ----- | ----- |
| 1       | Ulf Timmermann    | 22,19 | CR    |
| 2       | Werner Günthör    | 21,53 |       |
| 3       | Siergiej Smirnow  | 20,97 |       |
| 4       | Klaus Bodenmüller | 20,16 |       |
| 5       | Karsten Stolz     | 19,54 |       |
| 6       | Rolf Saalfrank    | 19,41 |       |
| 7       | Vladimir Milić    | 19,30 |       |
| 8       | Georgi Todorow    | 19,07 |       |
| 9       | Martín Vara       | 16,89 |       |